# Higonokami

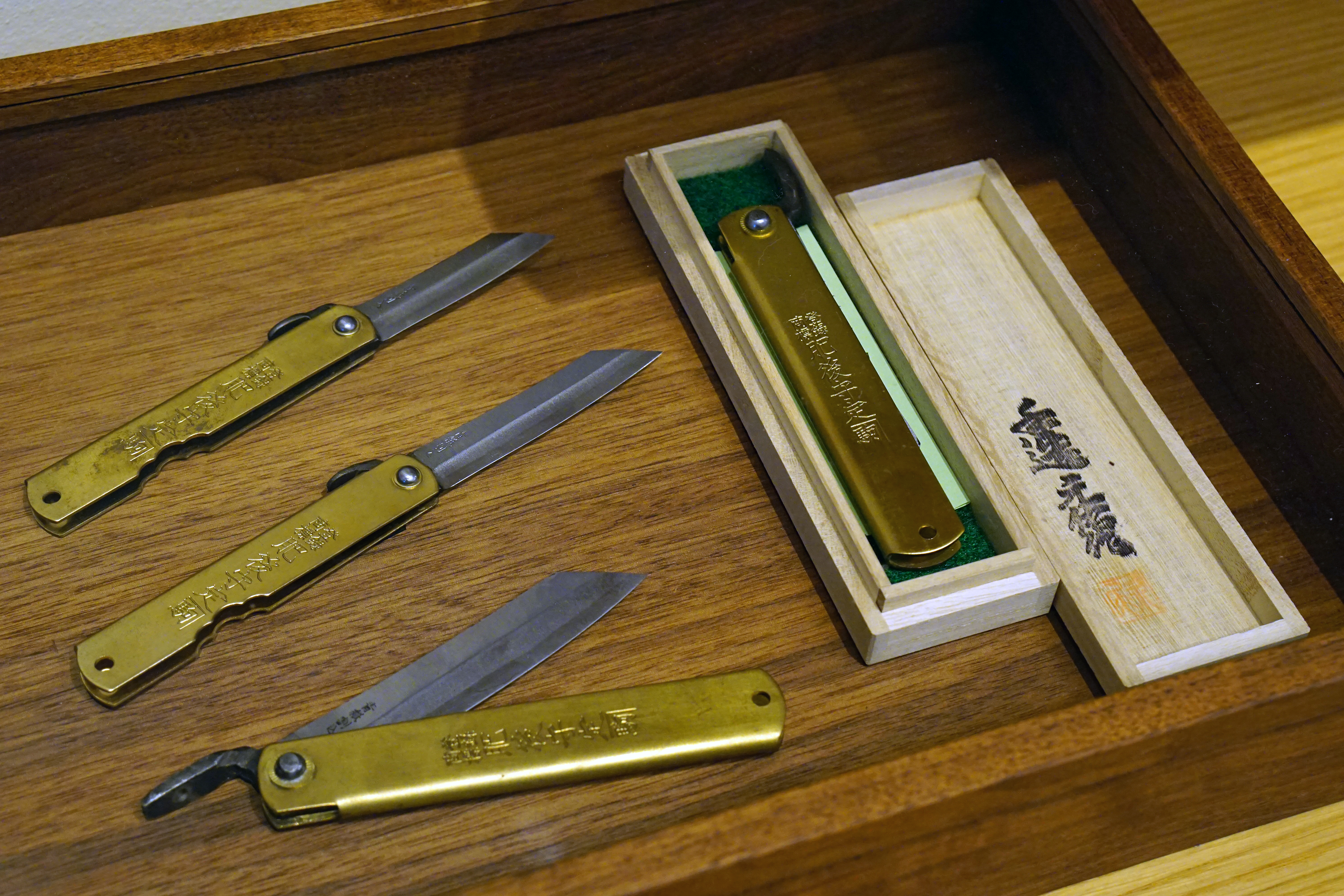
coltelli higonokami

Un higonokami (肥後守?) è un tipo di coltello tascabile pieghevole creato negli anni '90 del XIX secolo nella città giapponese di Miki, nella prefettura di Hyōgo.
Il coltello non ha un sistema di bloccaggio, ma si basa su un meccanismo a cartella di attrito o penny knife, ovvero utilizza l'attrito della girella oppure la pressione del pollice dell'utilizzatore sulla sua peculiare leva o chikiri, per evitare che il coltello si pieghi durante l'uso. Il manico dello higonokami è costituito da un foglio di metallo piegato su cui è stampato o inciso il nome del fabbro che ha prodotto il coltello e l'acciaio utilizzato nella lama. Una caratteristica distintiva è che la lama ha una molatura piatta senza uno smusso secondario. 
Higonokami significa letteralmente "Protettore di Higo": Higo era una vecchia provincia del Giappone, sull'isola di Kyūshū, corrispondente all'odierna Prefettura di Kumamoto, mentre kami è una pronuncia alternativa della parola mamori che letteralmente significa "protettore" ed era usato come titolo d'onore per i samurai di alto rango conferito loro dallo shōgun.

## Storia
Il coltello apparve per la prima volta nel 1896 come prodotto commerciale di ripiego per i fabbri, colpiti economicamente dalla diminuzione della domanda di spade per via del declino dei samurai sotto le riforme fatte dall'imperatore Meiji alla fine del XIX secolo. 
Il marchio degli higonokami è stato registrato dall'associazione di produttori di Miki; oggi solo il produttore legalmente autorizzato a usare il marchio è KaneKoma (Nagao); altri produttori usano abitualmente nomi alternativi come "coltello di Higo" o "coltello in stile higonokami". Musashi è un altro marchio che risale ai tempi dell'associazione di produttori. Oggi un certo numero di coltellinai giapponesi produce higonokami in stile tradizionale o versioni modernizzate dello stesso. 
I coltelli tascabili higonokami hanno avuto molto successo ed erano molto popolari in Giappone, ma la popolarità delle lame è diminuita dopo l'inasprimento della legislazione sui coltelli in Giappone nel 1961.